# Віллануова-суль-Клізі
Віллануова-суль-Клізі (італ. Villanuova sul Clisi) — муніципалітет в Італії, у регіоні Ломбардія, провінція Брешія.
Віллануова-суль-Клізі розташована на відстані близько 450 км на північ від Рима, 100 км на схід від Мілана, 20 км на північний схід від Брешії.
Населення — 5778 осіб (2014).
Щорічний фестиваль відбувається 21 вересня. Покровитель — San Matteo.

## Демографія
Населення за роками:

Станом на 1 січня 2023 року в муніципалітеті офіційно проживало 655 іноземців з 45 країн, серед них 167 громадян країн Євросоюзу та 50 громадян України.

## Сусідні муніципалітети
- Гавардо
- Рое-Вольчіано
- Саббіо-К'єзе
- Вобарно

## Міста-побратими
- Требердан, Франція